# Tan Ah Eng
Tan Ah Eng (en chino tradicional, 曾亞英; en chino simplificado, 曾亚英; pinyin, Zēng Yàyīng) (murió el 10 de agosto de 2013) fue una política de Malasia, y hasta su muerte, miembro del Parlamento de Malasia por la circunscripción Gelang Patah en el Estado de Johor. También fue miembro de la Asociación de Malayo Chino (MCA) en la coalición gobernante de Barisan Nasional.
Tan fue elegida diputada federal en las elecciones de 2004, sucediendo al compañero miembro de MCA, Teu Si @ Hang Ten Ver, en la sede de Gelang Patah. Ella anteriormente fue una senadora.